# 硝酸镨铵
硝酸镨铵是一种无机化合物，化学式为(NH4)2Pr(NO3)5，它可以形成单斜晶系的四水合物(NH4)2[Pr(NO3)5(H2O)2]·2H2O。它可由十一氧化六镨、硝酸和硝酸铵反应制得，从溶液中可以结晶出四水合物。它和NaOSiPh3(THF)反应（THF=四氢呋喃），可以得到[Pr(OSiPh3)3(THF)3](THF)。